# 孫奇逢
孫奇逢（1584年—1675年），字啓泰，號锺元。因晚年南迁河南夏峰村，世称夏峰先生。直隸保定府容城縣（今屬河北省）人。明末清初理學大家。學生包括費密、申涵光等。

## 生平
孫奇逢原籍明直隸保定府容城縣（今屬河北省），後遷居河南衛輝府輝縣。萬曆二十八年（1600年）庚子順天舉人，其後四次會試不遇，遂絶意仕進。
孫奇逢與東林黨人來往密切。左光斗等東林六君子受閹黨魏忠賢迫害，忠賢誣陷光斗等貪污數萬兩白銀，要求追出贓款。孫奇逢與鹿正（主事鹿善繼父）、張果中等人一面寫信要求曾為帝師的榆關督師孫承宗出面營救，三人又四處募款，代為上繳，但未及營救，六君子皆死，孫奇逢等人被讚為范陽三烈士。
明亡，清廷屢召不仕，人稱孫徵君。與李顒、黃宗羲齊名，合稱明末清初三大儒。晚年講學于輝縣夏峰村，世稱夏峰先生。錢鍾書認為，“方苞寫孫奇逢傳，人家看了不滿意，認為孫奇逢的為人，有三個特點：一是他的講學宗旨比較突出，主張身體力行；二是他的義俠之跡，在明末亂世，他能夠率領幾百家據守險要，保全鄉里；三是他的門牆廣大，教育了很多人才。”

## 著作
有《讀易大旨》五卷、《理學宗傳》、《聖學錄》等。

## 延伸阅读
[在维基数据编辑]
 《清史稿·卷480》，出自趙爾巽《清史稿》
 在维基共享资源阅览影像